# 126905 Junetveekrem
126905 Junetveekrem este o planetă minoră (asteroid) din centura de asteroizi. A fost descoperită pe 9 martie 2002 la Catalina Station⁠(d) de Catalina Sky Survey. 
Obiectul prezintă o orbită caracterizată de o semiaxă mare de 2,9793368106318 UAi, o excentricitate de 0,06, o înclinație de 11,4 ° în raport cu ecliptica.